# Joana Cravo
Joana Cravo (Lisboa, 27 de janeiro de 2003) é uma atriz portuguesa. 
Formação
Concluiu o Curso de Interpretação na Escola Profissional de Teatro de Cascais (2019–2022). Frequentou a licenciatura em Teatro na Escola Superior de Teatro e Cinema de Lisboa. Tem vindo a fazer vários cursos e workshops, como o curso de verão de Teatro Musical na Trinity Laban, em Londres, e o International Actors Bootcamp no Frank Stein Studio, em Barcelona. 
Teatro
No Teatro Experimental de Cascais, integrou o elenco de Os Gigantes da Montanha e Casimiro e Carolina, ambos encenados por Carlos Avilez e Rodrigo Aleixo, e Este é o meu corpo, encenado por Renato Pino. 
Televisão
Em 2023, estreou-se em televisão na novela Papel Principal, da SIC, interpretando a versão jovem da protagonista, Aurora. Protagonizou a série juvenil da SIC Os Eleitos, disponível na plataforma de streaming do canal, OPTO, e na Prime Video.  Participou na série Vitória (título provisório), em pós‑produção, realizada por Leonel Vieira; produção da Volf Entertainment; a série terá estreia prevista na plataforma MAX e RTP. 